# 劳尔·卡德纳斯
劳尔·卡德纳斯（西班牙語：Raúl Cárdenas，1928年10月30日—2016年3月26日），墨西哥男子足球运动员，司职中后卫。他曾代表墨西哥参加1954年、1958年和1962年国际足联世界杯，三届比赛均止步小组赛阶段。